# Guillermo de Boulogne
Guillermo I de Blois (c. 1137 - 11 de octubre de 1159) fue conde de Boulogne (17 de agosto de 1153 -1159) y conde de Surrey jure uxoris (1153-1159 ). Fue el tercer hijo del rey Esteban de Inglaterra y Matilde I de Boulogne.
Cuando su hermano mayor, Eustace IV de Boulogne, murió en 1153, Guillermo fue pasado por alto en la sucesión de Inglaterra. Su padre, en cambio aceptó el trono al joven Enrique Plantagenet. El nuevo rey Enrique era bastante generoso en su tratamiento con Guillermo de Blois, confirmando su posesión del condado de Surrey jure uxoris (en el derecho de su esposa).
Sin embargo, Gervase de Canterbury afirma que, un complot contra la vida de Enrique fue descubierto en 1154 entre algunos mercenarios flamencos. El plan era asesinar a Enrique en Canterbury, y, al parecer Guillermo de Blois tenía conocimiento de esta trama o estaba en complot con los mercenarios. Sea cual sea la verdad, Enrique huyó de Canterbury y regresó a Normandía.
Guillermo de Blois se había casado con Isabel de Warenne, cuarta condesa de Surrey, en 1148. No tuvieron hijos antes de su muerte en 1159. Obtuvo el título de conde de Mortain el 25 de octubre de 1154. Luchó en el sitio de Toulouse en octubre de 1159. Murió ante las puertas de Toulouse Francia, y fue enterrado en la abadía Poitevin de Montmorel. Le sucedió como conde de Boulogne su hermana,  María I, quien tuvo que abandonar el convento. Su viuda se volvió a casar con  Hamelin Plantagenet.